# Darby Allin
Darby Allin é uma lutador profissional americano que trabalha na All Elite Wrestling (AEW). Ele também é conhecido por suas aparições em World Wrestling Network promoções de wrestling, com posição de destaque em Evolve.

## Início da vida
Antes de se tornar um lutador profissional, Allin era um ávido skatista. Por algum tempo, Allin vivia  era sem-abrigo.

## Carreira de wrestling profissional

### Circuito independente (2015–presente)
Allin fez sua pro-wrestling estreia em 2015, sob o nome de anel Ora Graves. Allin lutou um punhado de fósforos antes de ir sob o nome de anel de Darby Allin.  [citação necessários]
Em junho de 2017, Allin e Matt Cruz foram derrotados pelo reDRagon em Defy5 Gigantesco noite 2. Em setembro de 2017, Allin foi derrotado pelo Super Louco. No final de 2017, Tudo fez sua mudança de Jogo de Wrestling (GCW) a estrear. Em GCW Linha na Areia, ele foi derrotado por Nick Gage.

### World Wrestling Network (2016–2019)
Allin estreou para a World Wrestling Rede em Evoluir 59 anos, em abril de 2016, perdendo para o Ethan Página. Em Evoluir 74, Allin foi derrotado através de countout por Brian Gaiola depois de Gaiola tinha powerslammed Allin sobre uma barricada. Allin fez o seu Estilo de Batalha estreia em janeiro de 2017, perdendo para o Dave Crist. Allin fez o seu Impacto Total Pro no início de 2017 no FIP Tudo Queimaduras, perder uma Luta Para Toda a partida. No mesmo show, Allin, junto com o AR Fox, Dave Cristo e Sami Callihan derrotado Sammy Guevara, Dezmond Xavier, Jason Kincaid e Jason Cade. Em Evoluir 93, ele foi derrotado pelo DJ Z. em janeiro de 2018, Allin enfrentou Zack Sabre Jr. para o Evoluir do Campeonato em EVOLUIR 98, em um esforço perdido.
Em 30 de agosto de 2018, foi anunciado que a Evoluir 113, Tudo seria voltado para a WWE NXT superstar, O Sonho de Pelúcia. Em Evoluir 113, Allin foi derrotado pelo Sonho. Em Evoluir 116, Allin foi derrotado por Mustafa Ali. Em Evoluir 117, Allin foi derrotado por Kassius Ohno. Na noite seguinte em Evoluir 118, Allin foi derrotado por Roderick Forte.
Durante a WrestleMania 35 fim de semana ele lutou sua última partida para Evoluir Evoluir 125. Ele também lutou no WWN do Oeste Xtreme Wrestling (wXw) Amerika Ist Wunderbar e WWN Supershow Mercury Rising que o fim de semana. Nesse mesmo fim-de-semana foi revelado que ele estava indo para a final de três anos de relacionamento com o Evoluir e WWN.

### Promoções Internacionais (2018–presente)
Em 3 de junho de 2018, Tudo fez sua Lucha Libre AAA em todo o Mundo estreia no Verano de Escándalo (2018) 6-Forma de Correspondência, que foi vencido por Aero Star. Outros concorrentes no jogo incluído Drago, Sammy Guevara, Australiano de Suicídio, e a Mágica de Ouro. Em 14 de Março de 2019, Allin foi anunciado como participante do Progresso Wrestling Super Forte Estilo 16, fazendo com que sua Reino Unido estreia no processo.

### All Elite Wrestling (2019–present)
Menos de uma semana depois de deixar o WWN, em 12 de abril de 2019 foi revelado que Tudo seria uma lista (roster) membro do recém-lançado , Todos da Elite de Wrestling (AEW). Ele lutou Cody Rhodes no Fyter Fest a um tempo-limite de tração.
Na Luta para a Decaído, Tudo se uniu com Jimmy Estragos e Joey Janela contra a equipe de Shawn Spears, MJF, e Sammy Guevara em uma perda de resultado. Em Tudo, Tudo enfrentou o Caos e a Janela em um three-way match apelidado de "Cracker Barrel Choque", em que ele perdeu.

## Vida pessoal
Em 21 de novembro de 2018, Tudo se casou com a lutadora Priscilla Kelly. Ele vive um straight edge, estilo de vida.

## Campeonatos e realizações
- All Elite Wrestling
  - AEW TNT Championship (1 time)
- Northeast Wrestling
  - NEW Heavyweight Championship (1 time)[24]
- Pro Wrestling Illustrated
  - Ranked No. 394 of the top 500 singles wrestlers in the PWI 500 in 2019[25]
- Style Battle
  - Style Battle (7)[26]